# 中村ゆりか
中村 ゆりか（なかむら ゆりか、1997年3月4日 - ）は、日本の女優。神奈川県出身。スターダストプロモーション所属を経て現在はフリー。

## 略歴・人物
父親が日本人、母親が台湾人のハーフ。
中学1年生の時に渋谷でスカウトされて芸能界に入った。
趣味は映画鑑賞。
日本語の他に話せる言語は中国語。
『週刊プレイボーイ』（2017年1月23日号、集英社）にて、2017年注目する8人「スゴカワ2017」として特集される。
2022年11月16日、配信限定シングル「浮ついたHeart」をリリースし、音楽活動を開始した。
2023年12月31日、スターダストプロモーションからの独立を発表した。
2024年1月15日、自身の公式サイト、およびファンサイトを開設した。

## 出演

### 映画
- 5windows（2011年10月1日、boid） - 主演・リク 役[注 1][9]
  - 5windows Mountain Mouth（2013年、 boid）[10]
  - 5windows eb（is）(2015年、boid）[11]
  - 3つの5windows (2025年、boid）[12]
- バルーンリレー（2012年6月23日、東京テアトル / デジタルSKIPステーション） - 鈴木 役
- 救済（2013年） - 主演[注 2]
- ニシノユキヒコの恋と冒険（2014年2月8日、東宝映像事業） - みなみ 役[14][15]
- ラーメン食いてぇ!（2018年3月3日、ブロードメディア） - 主演・紅茉莉絵 役[16]
- LAPSE ラプス「失敗人間ヒトシジュニア」（2019年2月16日、アークエンタテインメント） - 田中初美（ハッピー）役
- 映画 賭ケグルイ（2019年5月3日、ギャガ） - 五十嵐清華 役[17]
- 地獄の花園（2021年5月21日、ワーナー・ブラザース） - 田中直子同僚 役[18]
- 映画 賭ケグルイ 絶体絶命ロシアンルーレット（2021年6月1日、ギャガ） - 五十嵐清華 役
- 劇場版 きのう何食べた?（2021年11月3日、東宝映像事業） - 小山志乃 役[19]
- 逃走あるいは闘争（2022年4月、「クレイユーキーズ with yui で世界に挑戦」プロジェクト） - ナミ 役[20]
- 夜、鳥たちが啼く（2022年12月9日、クロックワークス） - 文子 役[21]
- 死が美しいなんて誰が言った（2023年12月22日、モーキャプスタジオ・アインス） - リカ 役[22]
- 知らないカノジョ（2025年2月28日、ギャガ） - 金子ルミ 役[23]

### テレビドラマ
- 疑惑（2012年11月9日、フジテレビ）[注 3]
- ホリック〜xxxHOLiC〜 第4話（2013年3月17日、WOWOW） - 千景 役[24]
- 幽かな彼女（2013年4月9日 - 6月18日、カンテレ・フジテレビ） - 老谷美香 役
- 淋しい狩人（2013年9月20日、フジテレビ） - 安達明子（少女期）役[注 4]
- ロング・グッドバイ 第3話 - 最終話（2014年5月3日 - 17日、NHK総合） - 上井戸亜以子（少女期）役
- 家族狩り（2014年7月4日 - 9月5日、TBS） - 芳沢亜衣 役
- 地獄先生ぬ〜べ〜（2014年10月11日 - 12月13日、日本テレビ） - 篠崎愛 役[25]
- 連続ドラマW（WOWOW）
  - グーグーだって猫であるシリーズ
    - グーグーだって猫である 第3話 - 最終話（2014年11月1日 - 8日） - 小島麻子（中学時代）役
    - グーグーだって猫である2 -good good the fortune cat- 第3話（2016年6月25日） - 小島麻子（大学時代）役
- 連続テレビ小説
  - まれ（2015年5月 - 9月、NHK総合） - 池畑美南 役[26][4]
  - ザ・プレミアム まれ〜また会おうスペシャル〜（NHK BSプレミアム）
    - 前編「僕と彼女のサマータイムブルース」（2015年10月24日）
    - 後編「一子の恋〜洋一郎25年目の決断〜」（2015年10月31日）
- サマー・ストーカーズ・ブルース（2015年9月27日、フジテレビ） - 永井ハル 役[27]
- いつかティファニーで朝食を（2015年10月10日 - 2016年3月27日、日本テレビ） - 伊達公子 役
- 富士ファミリー（2016年1月2日、NHK） - カスミ 役[28]
- お義父さんと呼ばせて（2016年1月19日 - 3月15日、関西テレビ） - 中森愛 役[29]
- 奇跡の人（2016年4月24日 - 6月12日、NHK BSプレミアム） - 佳代 役
- 死幣-DEATH CASH-（2016年7月13日 - 9月15日、TBS） - 上野真理 役[30]
- かもしれない女優たち 2016（2016年10月10日、フジテレビ） - 木村美緒 役
- 広島発地域ドラマ「舞え!KAGURA姫」（2016年11月30日、NHK BSプレミアム） - 美川珠希 役[31][32]
- 櫻子さんの足下には死体が埋まっている 第5話・第6話（2017年5月21日 - 5月28日、フジテレビ） - 圓一重 役
- ヒロシマ8.6ドラマ ふたりのキャンバス（2017年8月1日中国地方先行放送・8月5日全国放送、NHK広島） - 窪奏美 役
- 第4回「ドラマ甲子園」大賞受賞作品『青い鳥なんて』（2017年10月22日、フジテレビTWO） - 吉井なずな 役
- BORDER 贖罪（2017年10月29日、テレビ朝日） - 須藤真実 役
- 賭ケグルイシリーズ - 五十嵐清華 役
  - 賭ケグルイ（2018年1月 - 3月、毎日放送・TBS）[33]
  - 賭ケグルイ season2（2019年4月、毎日放送・TBS）[17]
- がん消滅の罠〜完全寛解の謎〜（2018年4月2日、TBS） - 恵梨香 役
- 声ガール!（2018年4月8日 - 6月10日、朝日放送テレビ） - 栗山麻美 役[34]
- 不惑のスクラム（2018年9月1日 - 10月13日、NHK総合） - 陣野美緒 役[35]
- 木曜劇場スキャンダル専門弁護士 QUEEN　第1話（2019年1月10日、フジテレビ） - 赤江桃子 役
- 遺留捜査 スペシャル （2019年2月24日、テレビ朝日） - 深山絵里香 役[36]
- きのう何食べた?（2019年4月6日 - 6月29日、テレビ東京「ドラマ24」） - 小山志乃 役[37]
  - きのう何食べた?正月スペシャル2020（2020年1月1日、テレビ東京） - 小山志乃 役
  - きのう何食べた? season2（2023年10月7日 - 12月23日、テレビ東京） - 小山志乃 役[38]
- 長閑の庭（2019年6月2日 - 23日、NHK BSプレミアム「プレミアムドラマ」） - 富岡樹里 役[39]
- まどろみバーメイド 第4話（2019年8月3日、テレビ大阪） - 若尾 役[40]
- 左ききのエレン（2019年10月21日〈20日深夜〉 - 、MBS / 10月23日〈22日深夜〉 - 、TBS） - 加藤さゆり 役
- 抱かれたい12人の女たち 第5話（2019年11月3日、テレビ大阪） - 殺してきた女 役[41][42]
- 女子高生の無駄づかい（2020年1月24日 - 3月6日、テレビ朝日） - ロボ（鷺宮しおり） 役[43]
- 全身刑事（2020年2月2日、テレビ朝日） - 樋本香緒里 役
- ギルティ〜この恋は罪ですか?〜（2020年4月2日 - 8月6日、読売テレビ・日本テレビ系） - 及川瑠衣 役[44]
- ドラマスペシャル黒革の手帖～拐帯行～（2021年1月7日、テレビ朝日） - 桜沢美香 役[45]
- エージェントファミリー〜我が家の特殊任務〜（2021年3月21日、カンテレ） - 主演・佐藤みなみ 役[46][47][48]
- やっぱりおしい刑事 第7話「孤独なバイオリン弾き」（2021年4月18日、NHK BSプレミアム） - 谷山萌子 役[49]
- 警視庁・捜査一課長 season5 第7話（2021年5月27日、テレビ朝日） - 茂木凛子 役
- 痴情の接吻（2021年7月4日 - 9月26日、テレビ朝日・朝日放送テレビ） - 柏木和華 役[50]
- 言霊荘（2021年10月9日 - 12月18日、テレビ朝日） - 丸山栞 役[51]
- 部長と社畜の恋はもどかしい（2022年1月6日 - 3月24日、テレビ東京） - 主演・丸山真由美 役[52]
- 封刃師（2022年1月16日 / 23日[注 5] - 3月13日、ABC・テレビ朝日） - 石留カレン 役[53][54]
- 生き残った6人によると（2022年8月10日 - 9月14日、毎日放送・TBS） - 村濱雫 役[55]
- 真相は耳の中（2022年10月22日 - 12月24日、テレビ東京） - 向島花奈 役[56]
- 天使の耳〜交通警察の夜（2023年3月20日、NHK BS4K） - 福原真智子 役[57]
- 波よ聞いてくれ（2023年4月21日 - 6月9日、テレビ朝日） - 城華マキエ 役[58]
- 風間公親-教場0- 第10話（2023年6月12日、フジテレビ） - 田瀬葵 役[59]
- ああ、ラブホテル 〜秘密〜 第7話「HAPPENING KILLER」（2023年6月30日、WOWOW） - 千佳 役[60]
- CODE-願いの代償- 第6話 - 最終話（2023年8月6日 - 9月3日、読売テレビ・日本テレビ） - 石井理央 役[61][62]
- ウソ婚 第2話、第7話 - 第10話（2023年7月18日 - 9月26日、カンテレ） - 西野紗智 役[63]
- インターホンが鳴るとき（2023年10月12日 - 12月14日、テレビ大阪） - 望月俶子 役[64]
- チェイサーゲーム W パワハラ上司は私の元カノ（2024年1月9日 - 2月27日、テレビ東京 / テレビ大阪ほか） - 林冬雨 役（菅井友香とダブル主演）[65]
  - チェイサーゲームW2 美しき天女たち（2024年9月20日 - 11月8日、テレビ東京）[66][67]
- 闇バイト家族 第9話 - 第11話（2024年3月2日 - 3月16日、テレビ東京） - シャオミー 役 [68]
- 社内処刑人〜彼女は敵を消していく〜（2024年4月19日 - 6月21日、関西テレビ） - 主演・深瀬のぞみ 役（生駒里奈とダブル主演）[69]
- 完璧ワイフによる完璧な復讐計画（2024年8月14日 - 10月2日、MBS・TBS） - 主演・雨宮成美 役（犬飼貴丈とダブル主演）[70]
- 年下彼氏2 episode16「アンティークに魅せられて」（2024年12月8日、朝日放送テレビ） - ヒロイン・柚月 役[71]
- 秘密〜THE TOP SECRET〜 第4話・第5話（2025年2月17日・24日、関西テレビ・フジテレビ） - 里中恭子 / 朱美恵 役[72]
- ディアマイベイビー〜私があなたを支配するまで〜（2025年4月5日 - 6月21日、テレビ東京） - 南雲美羽 役[73]
- 天久鷹央の推理カルテ 第3話・第4話（2025年5月6日・13日、テレビ朝日） - 秋津野乃花 役[74]
- FOGDOG 第5話・第6話（2025年8月19日・26日〈予定〉、読売テレビ） - 稲荷希実 役[75]

### 配信ドラマ
- 野武士のグルメ 第4話（2017年3月17日、Netflix） - 香住武の姪 役
- ぼくは麻理のなか（2017年6月6日、フジテレビオンデマンド） - 柿口依 役
- 花にけだもの（2017年10月30日、dTV・フジテレビオンデマンド） - 主演・熊倉久実 役 [76]
  - 花にけだもの〜Second Season〜（2019年3月23日） - 主演・熊倉久実 役 [77]
- 会社は学校じゃねぇんだよ（2018年4月21日 - 6月9日、AbemaTV） - 水川雪子 役
  - 会社は学校じゃねぇんだよ 新世代逆襲編（2021年10月21日 - 12月9日）
- MATCH girls（2018年12月10日、 YouTube） - 主演・相川杏奈 役[78]
- タスクとリンコ（2019年1月14日 - 21日、YouTubeドラマ企画 INDIEZ） - 主演・門代林子 役[79] ※金子大地とダブル主演
- おいしい共同生活 お弁当に愛を込めて篇（2020年6月、 YouTube） - まゆ 役[80]
- おいしい共同生活 風邪とお味噌汁篇（2020年6月、 YouTube） - まゆ 役[81]
- 罪のトビラ（2020年7月9日、 Hulu） - 及川瑠衣 役[82]
- 恋の切れ目がおカネのはじまり? 第1話・第3話（2020年9月15日・29日、Paravi） - 金巻麗子 役
- 賭ケグルイ双（2021年3月26日 -4月16日 、Amazon Prime Video） - 五十嵐清華 役
- ある視点〜もう一つの言霊荘〜 第3.5話（2021年10月23日、ABEMAプレミアム） - 丸山栞 役
- 部長と社畜の結婚はもどかしい（2022年3月24日、Paravi） - 主演・丸山真由美 役[83]
- 晒し愛、こんな夜は誰のせい?（2023年3月1日 - 2023年3月22日、YouTube） - 主演・林リナ 役[84]
- 波風よ立ってくれ（2023年4月28日 - 2023年6月9日、TELASA） - 城華マキエ 役[85]
- CODEー代償への扉ー（2023年8月13日、 Hulu） - 石井理央 役[86]
- 女盛り考察記（2023年10月4日 - 2024年1月15日、YouTube） - 主演・いちか / エマ / さくら 役（岡田結実とのW主演）[87][88]
- ＃裏アカ教師（2025年8月5日、DMMショート） - 主演・真島祈 役[89]

### ビデオドラマ
- ほんとうにあった怖い話 第十七夜（2010年4月2日、ブロードウェイ） - 主演

### 舞台
- リーディングアクト「六人の嘘つきな大学生」（2022年6月22日 - 25日、渋谷区文化総合センター大和田 さくらホール） - 主演・嶌衣織 役[90]
- 舞台「『日本昔ばなし』貧乏神と福の神～つるの恩返し～」（2022年11月17日 - 27日、東京芸術劇場 シアターウエスト） -  つる 役[91]

### バラエティ
- 宝探しアドベンチャー 謎解きバトルTORE!（2014年、ドラマ「地獄先生ぬ〜べ〜」主演の鵺野鳴介（ぬ〜べ〜）役の丸山隆平や、その他の生徒役と共に出演、日本テレビ）
- 痛快TV スカッとジャパン 第23回「私は幼なじみのマネージャー」（2015年6月22日、フジテレビ） - 花沢サクラ 役
- マサカメTV（2015年9月21日、NHK）
- シャキーン!（2016年10月24日 - 、NHK Eテレ） - 「いちぶんがく」のコーナー[92]
- プレバト!!（2021年4月22日、TBS）
- 全力!脱力タイムズ（2021年4月23日、フジテレビ）
- ポツンと一軒家 （2021年9月26日、テレビ朝日）[93]
- 二軒目どうする?〜ツマミのハナシ〜（2022年3月5日、テレビ東京）[94]
- 伊集院光&佐久間宣行の勝手にテレ東批評（2024年2月17日、テレビ東京）[95]

他

### その他TV番組
- PLAYLIST（2018年10月24日 - 2024年5月1日、TBS） - ナレーション[96]
- The Gift-大切なあなたへ-（2020年10月19日、日本テレビ）[97]

### ラジオ
- FMシアター オーディオドラマ「エディの空」（2017年2月25日、NHK-FM）[98]

### CM
- 河合塾（2012年）
- 第一生命保険（2012年5月 - ）
- NECビッグローブ BIGLOBE（2012年9月 - ）
- フィンエアー オーロラキャンペーン（2013年9月 - ）
- 大正製薬 VICKS（2014年10月 - ）
- 富士通エフサス 企業（2014年11月 - ）
- 日成アドバンス GRooooWing（2014年12月 - ）[99]
- JR東日本 JR東日本アプリ（2016年3月 - ）
- SONY 「PlayStation(R)4」 北斗が如く篇（2018年3月 - ）
- リクルート キャリアウィンク（2018年6月 - ）
- 札幌コンシェル（2019年4月 - ）
- モンスターストライク ヒロアカ×モンスト「“個性”BOX」篇（2020年9月2日 - ）[100]
- 丸紅 できないことは、みんなでやろう。「紅丸」篇 （2023年9月 - ）※堺雅人との共演[101]

### MV
- SEAMO「ONE LIFE」（2011年7月27日）[注 6]
- indigo la End「sweet spider」（2013年2月6日）[注 7][102]
- GReeeeN「タンポポ」（2015年3月6日）
- group_inou「BLUE」（2015年7月1日）
- 栞菜智世「Heaven's Door 〜陽のあたる場所〜」（2016年11月9日）[103]
- indigo la End「鐘泣く命」（2017年7月17日）
- Q'ulle「アルカライト」（2017年12月20日）
- ポルカドットスティングレイ「リスミー」（2018年6月25日）[104]
- CHIHIRO「失恋のあと」（2019年2月20日）
- Nomad「リメンバー・アス」（2019年3月14日）
- amazarashi「未来になれなかったあの夜に」(2019年11月20日)
- コブクロ「灯ル祈リ」(2020年10月14日)[105]

### ポスター
- コピーライター養成講座 2017年春コース（2016年12月）

## ディスコグラフィ

### 配信限定シングル
|     | 配信日         | タイトル      | 規格                   | レーベル             | 備考                                                                        |
| --- | -------------- | ------------- | ---------------------- | -------------------- | --------------------------------------------------------------------------- |
| 1st | 2022年11月16日 | 浮ついたHeart | デジタル・ダウンロード | インペリアルレコード |                                                                             |
| 2nd | 2023年2月14日  | Lovely Baby   | デジタル・ダウンロード | インペリアルレコード |                                                                             |
| 3rd | 2024年4月26日  | Penalty       | デジタル・ダウンロード | インペリアルレコード | カンテレ EDGE 『社内処刑人 ～彼女は敵を消していく～』挿入歌                 |
| 4th | 2024年9月4日   | love letter   | デジタル・ダウンロード | インペリアルレコード |                                                                             |
| 5th | 2024年10月2日  | L.o.v.e       | デジタル・ダウンロード | Starry Records       | テレビ東京 木ドラ24 『チェイサーゲームW2 美しき天女たち』エンディングテーマ |
| 6th | 2025年5月28日  | Like U        | デジタル・ダウンロード | Starry Records       |                                                                             |
| 7th | 2025年7月23日  | Jelly         | デジタル・ダウンロード | Starry Records       |                                                                             |

### EP
|     | 発売日       | タイトル  | 規格品番                                  | レーベル             |
| --- | ------------ | --------- | ----------------------------------------- | -------------------- |
| 1st | 2023年3月1日 | Moonlight | TECI-916（初回限定盤） TECI-917（通常盤） | インペリアルレコード |

### アルバム
|     | 発売日        | タイトル | 規格 | レーベル       | 備考                                              |
| --- | ------------- | -------- | ---- | -------------- | ------------------------------------------------- |
| 1st | 2025年8月13日 | Twinkle  |      | Starry Records | 収録曲の「Monsta」がドラマ『#裏アカ教師』の主題歌 |